# Обяльский район
Обяльский район (лит. Obelių rajonas) — административно-территориальная единица в составе Литовской ССР, существовавшая в 1950—1959 годах. Центр — село (с 1956 — город) Обяляй.
Обяльский район был образован в составе Шяуляйской области Литовской ССР 20 июня 1950 года. В его состав вошли 19 сельсоветов Рокишского уезда и 6 сельсоветов Зарасайского уезда.
28 мая 1953 года в связи с ликвидацией Шяуляйской области Обяльский район перешёл в прямое подчинение Литовской ССР.
23 января 1959 года Обяльский район был упразднён, а его территория разделена между Рокишкским (город Обяляй и 10 сельсоветов) и Зарасайским (3 сельсовета) районами.